# جون دافيز
جون ديفيز (بالإنجليزية John Davis) .(مواليد شهر تشرين الأول - أكتوبر من سنة 1550 . توفي مقتولا في يوم 29 كانون الأول - ديسمبر من سنة 1605). وهو بحار ومستكشف إنجليزي ، خدم ديفيز في العديد من الرحلات الإستكشافية الهولندية والإنجليزية لجزر الهند الشرقية . اكتشف ديفيز جزر الفوكلاند في شهر آب من سنة 1592 م.
كان واحدا من رؤساء الملاحين والمستكشفين الإنجليز تحت اليزابيث الأولى وقاد العديد من الرحلات لاكتشاف الممر الشمالي الغربي، وخدم كطيار وقائد على كل من الرحلات الهولندية والإنجليزية إلى جزر الهند الشرقية. اكتشف جزر فوكلاند (اليوم تتبع ولي عهد المملكة المتحدة) في أغسطس 1592.
وُلد ديفيس في أبرشية غابرييل ستوك حوالي 1550 وأمضى طفولته في سندريدج. قيل انه تعلم الكثير من الملاحة البحرية عندما كان طفلا حيث تبحر القوارب على طول نهر دارت، وذهب إلى البحر في سن مبكرة.
على 29 سبتمبر 1582، تزوج ديفيس العشيقة فيث فولفورد ، ابنة السير جون فولفورد (الشريف العالي لديفون)، له خمسة أطفال.

## روابط خارجية
- جون دافيز على موقع الموسوعة البريطانية (الإنجليزية)
- جون دافيز على موقع إن إن دي بي (الإنجليزية)